# 魯道夫·F·J·H·瓦格納
魯道夫·F·J·H·瓦格納（德語：Rudolf Friedrich Johann Heinrich Wagner，1805年3月20日—1864年5月13日）是一位德国解剖学家和生理学家，是卵母细胞的共同发现者之一，交感神经、神经末梢、神经节上也有重大发现。